# Верхнє Тімерчеєво
Верхнє Тімерче́єво (рос. Верхнее Тимерчеево, чув. Тури Тимĕрчкасси) — присілок у складі Комсомольського району Чувашії, Росія. Входить до складу Тугаєвського сільського поселення.
Населення — 418 осіб (2010; 444 у 2002).
Національний склад:
- чуваші — 100 %